# San Ignacio, Bolivia
San Ignacio este un oraș din Bolivia. În 1996 avea 12.600 de locuitori.